# Casa della Pescatrice

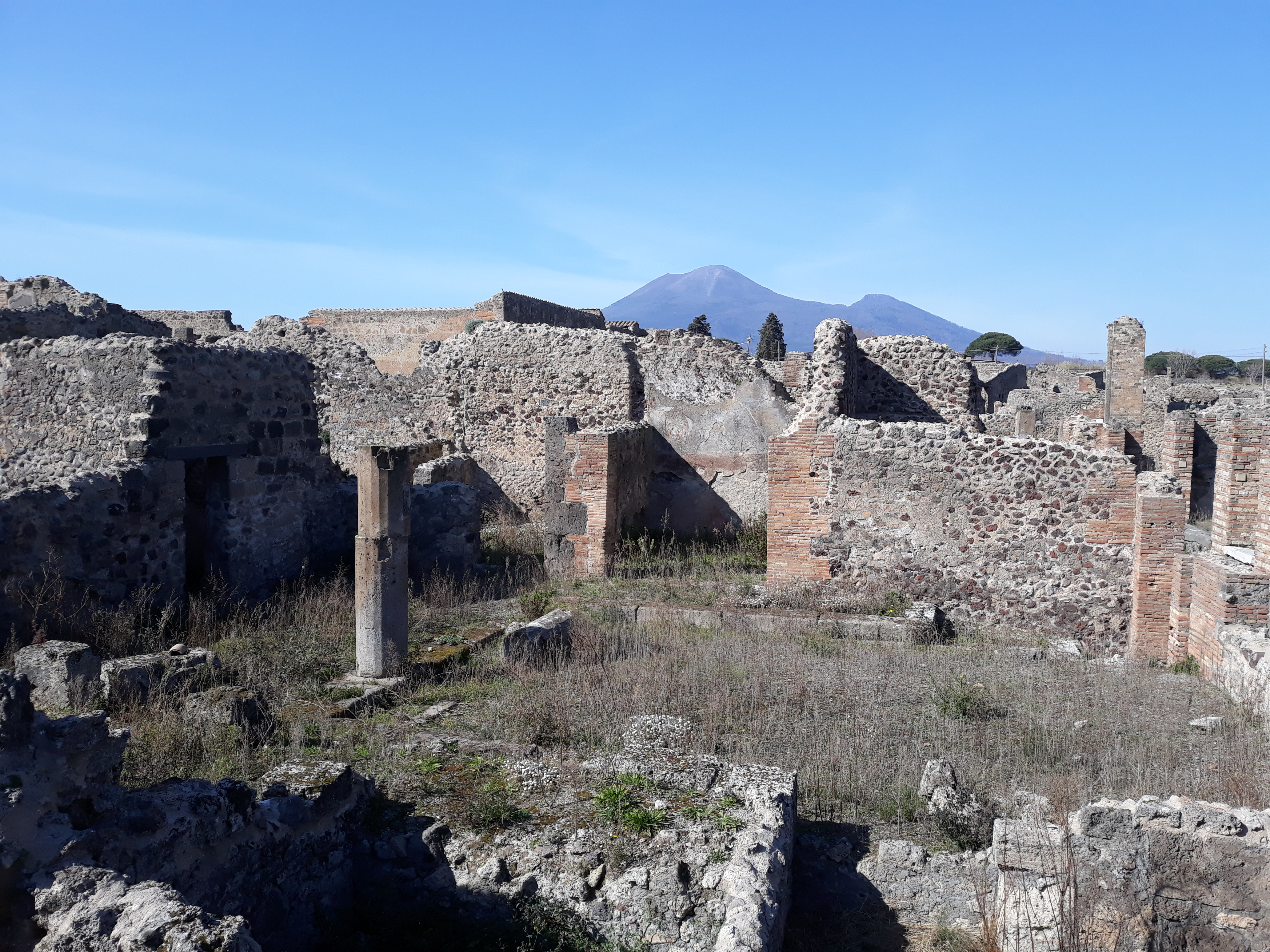
Ruinen des Hauses

Die Casa della Pescatrice (Haus der Fischerin) ist ein Wohnhaus in Pompeji (VII 9, 63), das 1823 ausgegraben wurde. Es erhielt seinen modernen Namen von dem Bild der Venus als Fischerin auf einem Wandgemälde. Die einstige malerische Ausstattung des Hauses ist heute weitestgehend verloren und nur noch zum Teil von alten Zeichnungen her bekannt.

## Beschreibung
Es handelt sich um ein moderat großes Haus mit einem Atrium, um das sich diverse Räume gruppieren. Teile des Hauses waren im 4. Stil ausgemalt. Es erhielt seinen modernen Namen von der Darstellung der Venus als Fischerin (das zweimal im Haus erscheint), ein sehr beliebtes Motiv in Pompeji. Das Wandgemälde befand sich an einer Wand mit gelbem Hintergrund und einer für den 4. Stil typischen Felderdekoration. Ein weiteres aus dem Haus überliefertes Wandgemälde, das heute auch nicht mehr erhalten ist, stellt Narziss dar. Es handelt sich wiederum um ein sehr beliebtes Motiv in der Stadt. Ein weiteres Wandbild zeigt Europa auf dem Stier. Ein Großteil der Zeichnungen, die diese Bilder überliefern, stammt von Wilhelm Zahn, der zahlreiche Bilder und Wände in Pompeji kopierte und in mehreren Bänden veröffentlichte.

## Galerie

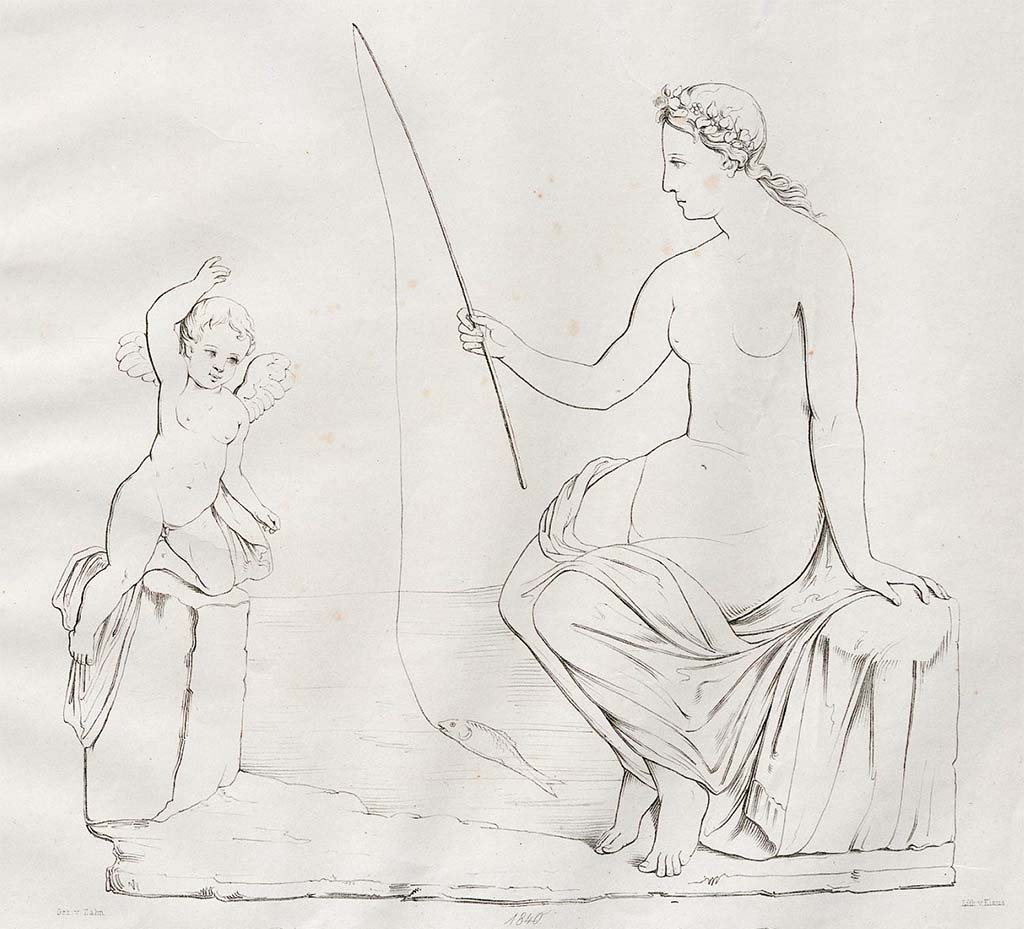
Bild der Venus als Fischerin
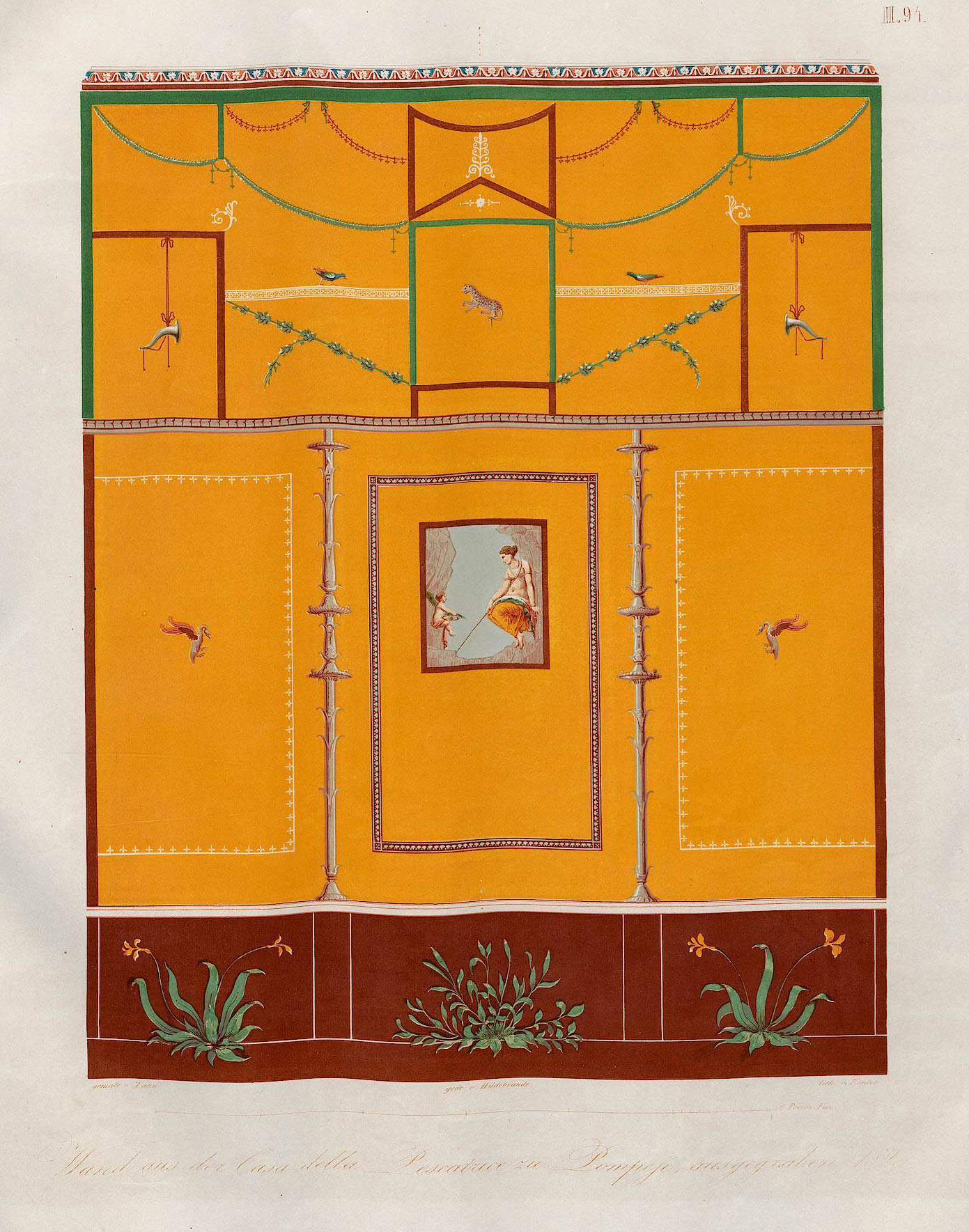
Wand im Haus, 4. Stil
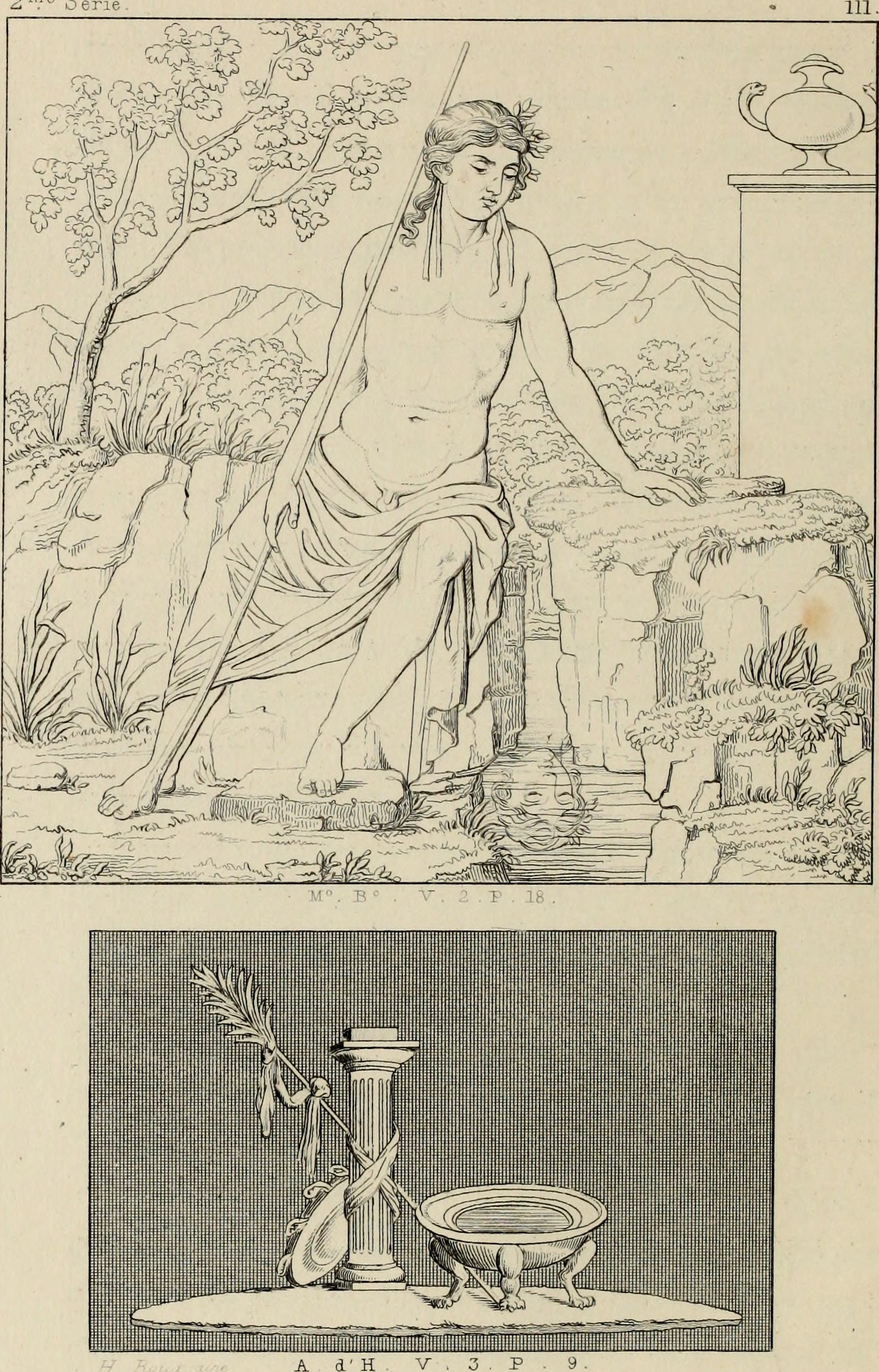
Narziss
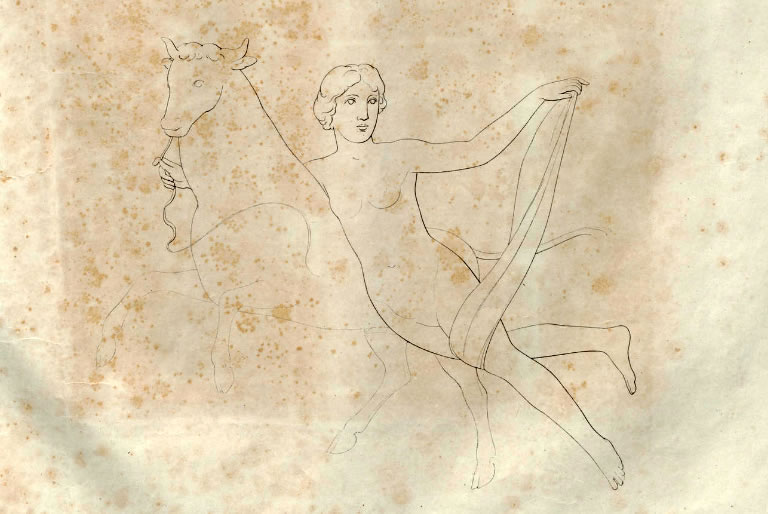
Europa